# Bartolo Longo
O São Bartolo Longo, TOSD (10 de fevereiro de 1841 – 5 de outubro de 1926), também conhecido como Bartolomeu Longo, foi um advogado e religioso católico italiano. Ele fundou o Santuário de Nossa Senhora do Rosário de Pompeia e difundiu a devoção ao Rosário. Foi beatificado em 26 de outubro de 1980, pelo Papa João Paulo II. No dia 25 de fevereiro de 2025, o Papa Francisco aprovou sua canonização, enquanto o Papa Leão XIV a marcou para 19 de outubro de 2025.

## Primeiros anos
Bartolo Longo nasceu em uma família rica, na pequena cidade de Latiano, perto de Brindisi, no Reino das Duas Sicílias. Seus pais eram católicos devotos. Em 1851, o pai de Longo morreu e sua mãe se casou novamente com um advogado. Apesar do padrasto de Longo querer que ele estudasse para se tornar professor, Longo estava decidido a se tornar advogado. Em 1861, ele conseguiu convencer seu padrasto e foi enviado para a Universidade de Nápoles para estudar direito.
Na década de 1860, a Igreja Católica na Itália se viu em desacordo com o forte movimento nacionalista que inspirou a causa do Risorgimento. O general Giuseppe Garibaldi, que desempenhou um papel fundamental na unificação italiana, via o papado como um antagonista ao nacionalismo italiano e fez campanha ativamente pela eliminação total do ofício papal. Em meio à crescente popularidade do espiritualismo e do ocultismo, muitos estudantes de Nápoles participaram de manifestações públicas contra o papa, acreditavam em bruxaria e consultavam médiuns. De acordo com Longo, após algum estudo e várias experiências espirituais, ele foi ordenado como um "padre satânico".

## Conversão

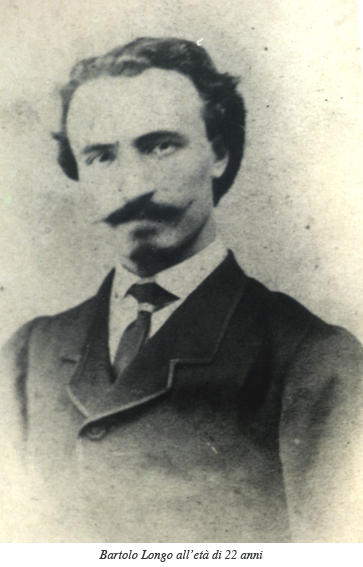
Bartolo Longo aos 22 anos

Nos anos seguintes, a vida de Longo tornou-se de "depressão, nervosismo e confusão". Incomodado pela paranoia e ansiedade, ele recorreu a um amigo de sua cidade natal, Vincenzo Pepe, em busca de orientação. Foi Pepe quem o convenceu, segundo o relato de Longo, a abandonar o satanismo e o apresentou ao frade dominicano e padre Alberto Radente, que o levou à devoção à Virgem Maria e ao Rosário. Em 7 de outubro de 1871, Longo tornou-se um terciário dominicano. Nessa época, ele teria visitado uma sessão espírita e segurado um rosário, declarando: "Renuncio ao espiritismo porque ele não passa de um labirinto de erros e falsidades". Ele também conheceu alguns frades franciscanos com quem ajudou os pobres e doentes incuráveis por dois anos. Bartolo também manteve seu escritório de advocacia, o que o levou à vila vizinha de Pompeia.
Em 1872, ele foi ao Vale de Pompeia, que ainda não era um município autônomo, para cuidar dos negócios da viúva condessa Marianna Farnararo De Fusco. Longo relatou mais tarde que ficou chocado com a erosão da fé do povo e com a falta de catequese.
Longo escreveu sobre suas lutas pessoais com doenças mentais, paranoia, depressão e ansiedade. Em certo momento, ele relatou que lutava contra pensamentos suicidas, mas os rejeitou, lembrando-se da promessa da Virgem a São Domingos: "aquele que propagar meu Rosário será salvo". Longo escreveu que essa promessa o convenceu a encorajar a devoção pública ao Rosário.

## Santuário de Nossa Senhora de Pompeia

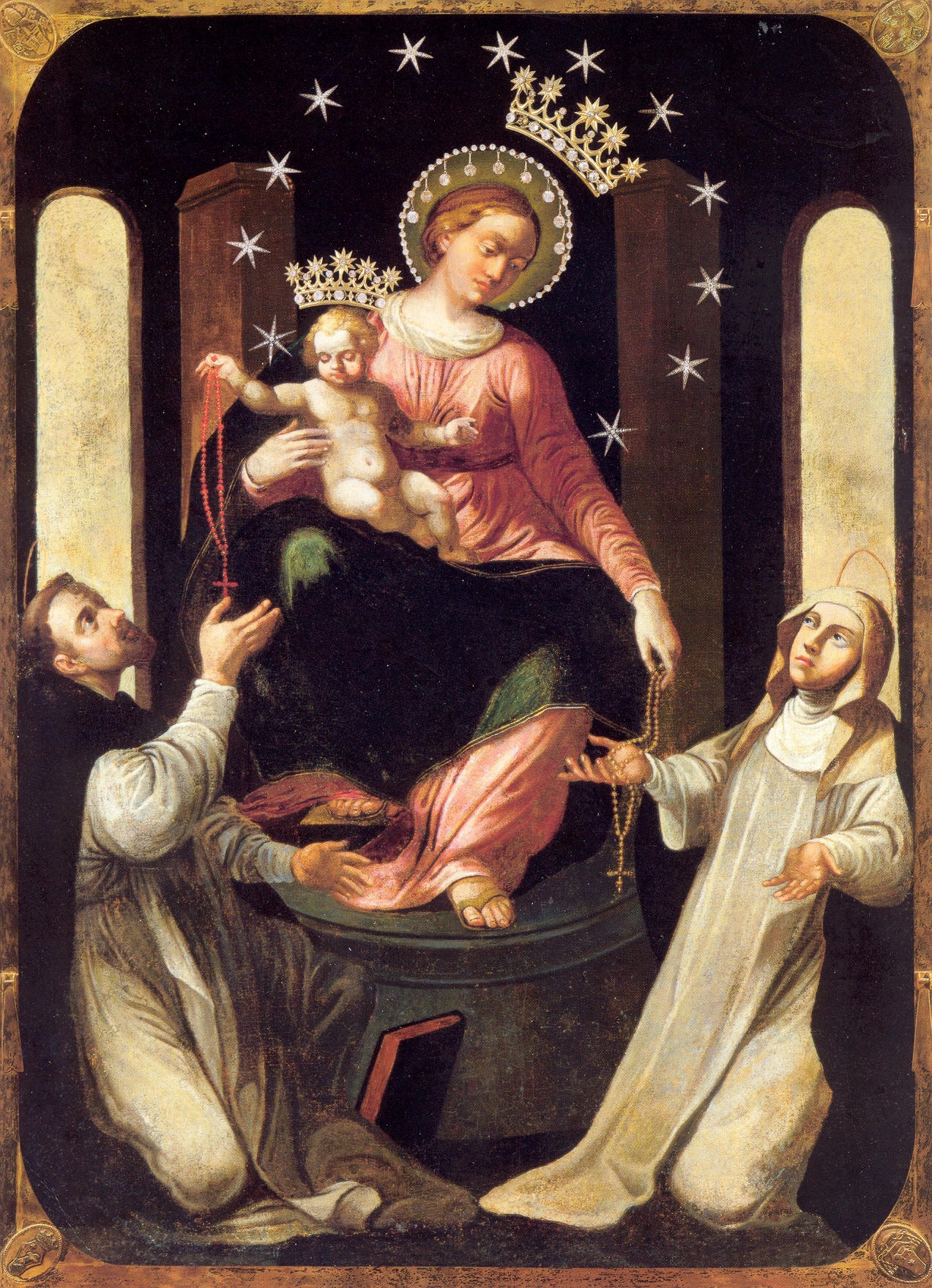
Virgem Santíssima do Rosário de Pompeia

Com a ajuda da Condessa di Fusco, inaugurou uma confraria do Rosário e, em outubro de 1873, iniciou a restauração de uma igreja em ruínas. Patrocinou uma festa em homenagem a Nossa Senhora do Rosário.
Em 1875, Longo obteve como presente uma pintura representando Nossa Senhora do Rosário, com São Domingos e Santa Catarina de Sena. M. Concetta de Litala, uma irmã religiosa do Mosteiro do Rosário em Porta Medina, estava segurando-a para o padre dominicano Alberto Radente. Radente a havia adquirido de um negociante de brechó em Nápoles por uma quantia muito pequena. A pintura estava em mau estado e Longo escreveu sobre seu desgosto imediato pela baixa qualidade artística quando a viu pela primeira vez. No entanto, ele aceitou o presente para conservar fundos e não insultar Concetta. Longo levantou fundos para restaurar a imagem e a colocou na igreja em um esforço para encorajar peregrinações.
Supostos milagres começaram a ser relatados e as pessoas começaram a afluir em massa à igreja. Longo foi encorajado pelo Bispo de Nola a iniciar a construção de uma igreja maior — a pedra fundamental foi lançada em 8 de maio de 1876. A igreja foi consagrada em maio de 1891 pelo Cardeal La Valletta (representando o Papa Leão XIII). Em 1894, o Papa Leão XIII concordou em colocar o santuário sob sua jurisdição imediata e confiou sua administração a Bartolomeu Longo e sua esposa. A igreja foi ampliada para uma basílica, conhecida hoje como Basílica de Nossa Senhora do Santíssimo Rosário de Pompeia, atual sé da Prelazia Territorial de Pompeia.

## Vida posterior e morte
Longo compôs numerosas orações, incluindo duas novenas e a súplica à Virgem de Pompeia (1883), além de vários livros.

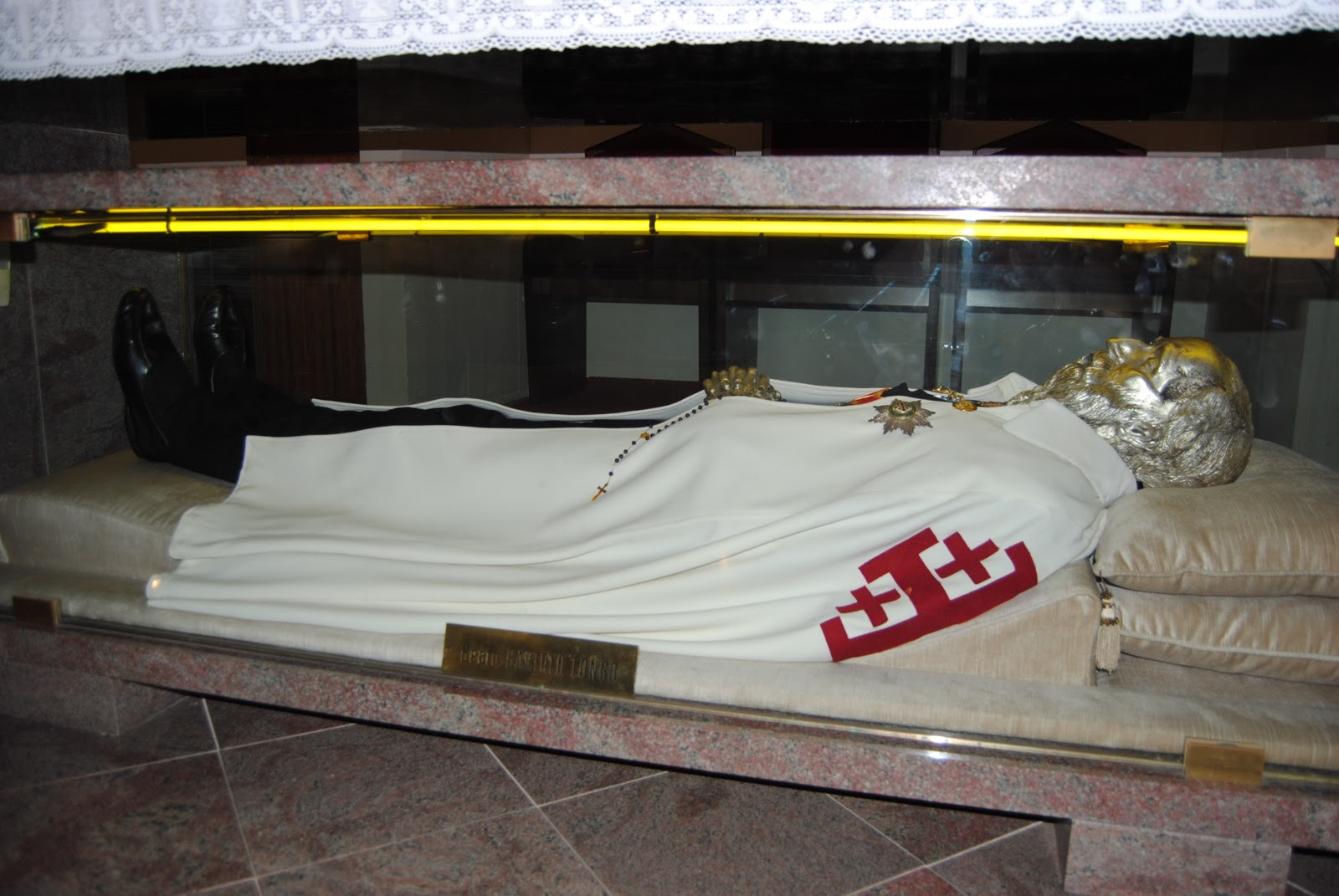
Seu túmulo no interior do Santuário de Nossa Senhora do Rosário de Pompéia

Por sugestão do Papa Leão XIII, Bartolo Longo e a Condessa Mariana di Fusco se casaram em 7 de abril de 1885. O casal permaneceu continente (abstendo-se de relações sexuais), e continuou a realizar muitas obras de caridade e a cuidar de crianças órfãs e filhos de prisioneiros. Em 1897, após várias tentativas frustradas de trazer uma congregação de freiras a Pompeia para administrar as obras de caridade que havia fundado, decidiu fundar uma nova congregação dominicana, as Filhas do Santo Rosário de Pompeia. Em 1906, após um doloroso processo judicial, Longo renuncia a todas as obras de caridade que havia criado em favor da Santa Sé.
Sua esposa, Mariana, faleceu em 1924, aos 87 anos. A pedido do Papa Pio XI, Bartolo Longo foi investido com a insígnia de Cavaleiro da Grã-Cruz da Ordem Equestre do Santo Sepulcro de Jerusalém, no Ano Santo de 1925, pelo Patriarca Barlassina, do Patriarcado Latino de Jerusalém.
A praça onde fica sua basílica foi nomeada em memória de Longo. Seu corpo está envolto em um túmulo de vidro e ele está usando o manto e as insígnias da Ordem Equestre do Santo Sepulcro de Jerusalém.

## Legado

### Prêmio Nobel da Paz
Em 1902, Longo foi nomeado para o Prêmio Nobel da Paz por organizar uma petição pela paz mundial de 1896 a 1900, coletando mais de quatro milhões de assinaturas em dezenas de países. Sua nomeação foi submetida ao Comitê Nobel Norueguês por Pietro Chimienti, Antonio Cardarelli e 8 membros do Senado e da Câmara dos Deputados da Itália.
Em 1903, foi nomeado novamente por Vincenzo Giuseppe De Prisco e Luigi Simeoni, destacando seu envolvimento em questões sociais e humanitárias. Foi até apoiado pelo Papa Leão XIII. De acordo com o Instituto "Antonio Aveta", suas nomeações não foram muito consideradas porque seu trabalho tinha motivos religiosos.

### Canonização
Os escritos espirituais de Longo foram aprovados pelos teólogos em 1º de fevereiro de 1939 e 4 de abril de 1943. Sua causa foi formalmente aberta em 28 de fevereiro de 1947, e ele recebeu o título de Servo de Deus.
Em 26 de outubro de 1980, Longo foi beatificado pelo Papa João Paulo II, que o chamaria de "Apóstolo do Rosário" e o mencionou especificamente em sua carta apostólica Rosarium Virginis Mariae.

Em 25 de fevereiro de 2025, o Papa Francisco aprovou os votos favoráveis da Sessão Ordinária dos Cardeais e Bispos do Dicastério para as Causas dos Santos para que Longo e José Gregorio Hernández fossem canonizados, com a data da canonização a ser confirmada. Mais tarde, foi anunciado pelo Papa Leão XIV que ele seria canonizado em 19 de outubro de 2025.